# Amjodaron
Amjodarón, tudi amiodarón, je učinkovina iz skupine antiaritmikov razreda III, ki deluje kot blokator inaktiviranih natrijevih kanalčkov in kalijevih kanalčkov, udeleženih v fazi repolarizacije akcijskega potenciala vlakna srčne mišice, ter α-adrenergičnih in β-adrenergičnih receptorjev.
Uporablja se za zdravljenje in preprečevanje različnih vrst motenj srčnega ritma, med drugim ventrikularne tahikardije, ventrikularne fibrilacije, atrijske fibrilacije in paroksizmalne supraventrikularne tahikardije. Daje se lahko peroralno (z zaužitjem) ali intravensko; pri peroralni uporabi lahko učinek nastopi šele po več tednih.
Pogosti neželeni učinki so utrujenost, tresavica, slabost in zaprtje. Amjodaron lahko povzroči tudi hude neželene učinke, zato se njegova uporaba priporoča le pri izrazitih motnjah srčnega ritma. Med hude neželene učinke spada toksično delovanje na pljuča, ki se lahko kaže kot intersticijski pnevmonitis, povzroči pa lahko tudi pljučno fibrozo. Drugi hudi neželeni učinki so še škodljivo delovanje na jetra, povzročanje srčnih aritmij, težav z vidom in delovanjem ščitnice, lahko pa povzroči tudi smrt. Ne sme se uporabljati med nosečnostjo ali dojenjem, saj lahko škoduje nerojenemu oziroma dojenemu otroku.
Amjodarone so prvič sintetizirali leta 1961, v medicini pa so ga začeli uporabljati že eno leto kasneje pri prsni bolečini zaradi bolezni srca. Zdravilo so zaradi neželenih učinkov leta 1967 umaknili iz tržišča. Leta 1974 so dokazali njegove koristi pri uporabi pri zdravljenju srčnih aritmij ter ga ponovno začeli uporabljati kot zdravilo. Uvrščen je na seznam nujnih zdravil Svetovne zdravstvene organizacije, ki zajem azdravila, potrebna za zagotavljanje osnovnega zdravstva.